# Numberblocks
Numberblocks je britský animovaný televizní seriál pro děti. Kromě pobavení je záměrem seriálu vybudovat znalost, jak čísla fungují. Každé číslo je v seriálu reprezentováno jedinečnou postavou skládající se z takového počtu bloků, jaké číslo postava reprezentuje. V prvních dílech jsou to hlavně čísla 1 - 10, v pozdějších dílech až do 100. Postavy mají svoje personality, např. Pět je rocková hvězda s hvězdou okolo jednoho oka a Sedm je šťastná duha.
Seriál byl v roce 2017 nominován na ocenění BAFTA v kategorii Learning.

## Seznam dílů
| Díl                          | série | pořadí        |
| ---------------------------- | ----- | ------------- |
| One                          | 1     | 1             |
| Another One                  | 1     | 2             |
| Two                          | 1     | 3             |
| Three                        | 1     | 4             |
| One, Two, Three!             | 1     | 5             |
| Four                         | 1     | 6             |
| Five                         | 1     | 7             |
| Three Little Pigs            | 1     | 8             |
| Off We Go!                   | 1     | 9             |
| How To Count                 | 1     | 10            |
| Stampolines                  | 1     | 11            |
| The Whole of Me              | 1     | 12            |
| The Terrible Twos            | 1     | 13            |
| Holes                        | 1     | 14            |
| Hide and Seek                | 1     | 15            |
| Once Upon a Time             | 1     | 16            |
| Blockzilla                   | 1     | 17            |
| The Numberblocks Express     | 1     | 18            |
| Fruit Salad                  | 1     | 19            |
| Zero                         | 1     | 20 (poslední) |
| Six                          | 2     | 1             |
| Seven                        | 2     | 2             |
| Eight                        | 2     | 3             |
| Nine                         | 2     | 4             |
| Ten                          | 2     | 5             |
| Just Add One                 | 2     | 6             |
| Ten Green Bottles            | 2     | 7             |
| Counting Sheep               | 2     | 8             |
| Double Trouble               | 2     | 9             |
| The Three Threes             | 2     | 10            |
| Odds and Evens               | 2     | 11            |
| Fluffies                     | 2     | 12            |
| Blast Off                    | 2     | 13            |
| The Two Tree                 | 2     | 14            |
| Numberblock Castle           | 2     | 15            |
| Now We Are Six to Ten        | 2     | 16            |
| Numberblobs                  | 2     | 17            |
| Building Blocks              | 2     | 18            |
| Peekaboo!                    | 2     | 19            |
| Hiccups                      | 2     | 20            |
| What's the Difference?       | 2     | 21            |
| Numberblock Rally            | 2     | 22            |
| Five and Friends             | 2     | 23            |
| Octoblock to the Rescue!     | 2     | 24            |
| Ten Again                    | 2     | 25            |
| Flatland                     | 2     | 26            |
| Pattern Palace               | 2     | 27            |
| Legend of The Big Tum        | 2     | 28            |
| Mirror, Mirror               | 2     | 29            |
| The Wrong Number             | 2     | 30 (poslední) |
| ...                          | ...   | ...           |
| Sign of the Times            | 3     | 26            |
| Fun Times Fair               | 3     | 27            |
| The Lair of Shares           | 3     | 28            |
| Terrible Twosday             | 3     | 29            |
| Divide and Drive             | 3     | 30 (poslední) |
| Twenty-One and On            | 4     | 1             |
| We're Going On A Square Hunt | 4     | 2             |
| Thirty's Big Top             | 4     | 3             |
| Land of the Giants           | 4     | 4             |
| Fifty                        | 4     | 5 (poslední)  |
| Sixty's High Score           | 5     | 1             |
| The Big One                  | 5     | 2             |
| One Hundred                  | 5     | 3             |
| One Thousand And One         | 5     | 4             |
| More To Explore              | 5     | 5 (poslední)  |

Toto je seznam dílů rozdělený na série podle tvůrců. Netflix v rámci promítání Numberblocks nepromítal všechny díly a rozdělení dílů do sérií měl jiné.

### První série (2017)
1. One
2. Another One
3. Two
4. Three
5. One, Two, Three!
6. Four
7. Five
8. Three Little Pigs
9. Off We Go
10. How To Count
11. Stampolines
12. The Whole of Me
13. The Terrible Twos
14. Holes
15. Hide & Seek

### Druhá série (2017)
1. Six
2. Seven
3. Eight
4. Nine
5. Ten
6. Just Add One
7. Blast Off
8. Counting Sheep
9. Double Trouble
10. The Three Threes
11. Odds & Evens
12. Fluffies
13. The Two Tree
14. Numberblock Castle
15. Ten Green Bottles

### Třetí série (2018)
1. Once Upon a Time
2. Blockzilla
3. The Numberblocks Express
4. Fruit Salad
5. Zero
6. Now We Are Six to Ten
7. Numberblobs
8. Building Blocks
9. Peekaboo!
10. Hiccups
11. What's the Difference?
12. Numberblock Rally
13. Five and Friends
14. Octoblock to the Rescue!
15. Ten Again

### Čtvrtá série (2018/2019)
1. Flatland
2. Pattern Palace
3. Legend of The Big Tum
4. Mirror, Mirror
5. The Wrong Number
6. Eleven
7. Twelve
8. The Way of the Rectangle
9. Ride the Rays
10. Block Star
11. Thirteen
12. Fourteen
13. Fifteen
14. Tween Scenes
15. Step Squads

### Pátá série (2019)
1. Fifteen's Minute of Fame
2. On Your Head
3. Ten’s Place
4. Balancing Bridge
5. Sixteen
6. Square Club
7. Seventeen
8. Eighteen
9. Loop the Loop
10. Nineteen
11. Twenty
12. Tall Stories
13. Flights of Fancy
14. I Can Count To Twenty
15. Heist

### Šestá série (2019)
1. Sign of the Times
2. Fun Times Fair
3. The Lair of Shares
4. Terrible Twosday
5. Divide and Drive
6. Twenty-One and On
7. We're Going On A Square Hunt
8. Thirty's Big Top
9. Land of the Giants
10. Fifty
11. Sixty's High Score
12. The Big One
13. One Hundred
14. One Thousand And One
15. More To Explore

### Sedmá série (2021)
1. Your Turn
2. Now You See Us
3. Ten's Top Ten
4. What's My Number?
5. Fun Times One Times Table
6. The Many Friends of Twenty
7. Ten Vaulting
8. Twoland
9. Two Times Shoe Shop
10. Odd Side Story
11. How Rectangly!
12. Rectangle Racers
13. The Team Factor
14. Hidden Talents
15. Making Patterns

### Osmá série (2021)
1. Now in 3D
2. Club Picnic
3. Too Many Threes
4. Circus of Threes
5. Figure It Out
6. Snow Day Doubles
7. Steps Versus Squares
8. Puzzle Square
9. Four on the Floor
10. Sky High Fives
11. One Giant Step Squad
12. Square on the Moon
13. Heroes With Zeroes
14. What If?
15. 100 Ways to Leave the Planet

### Devátá série (2024 -)
1. Painting by Numbers
2. Leap Blob
3. Ice and Dice
4. Go Go Domino
5. Ten in the Bed
6. Shape Party
7. Can We Have Our Ball Back?
8. Cuboid Castle
9. On My Way to Numberblock Fair
10. Octoblock and the Path of Justice
11. Five's Handy Shop
12. As Tall as the Sun
13. Feeding Time
14. Rockets and Rekenreks
15. The Pattern of Patterns

### Desátá série
1. Grid Unlocked
2. Friendly Fours' Beach Day
3. All-Star Line-Up
4. Rescue Racers
5. The Rolling Sixes
6. Remix the Sixes
7. Grid Game Galore
8. The Rainbox Makers
9. Sail the Seven Seas
10. We Need Another Hero
11. Super Eights Assemble
12. Seventy-two's Super Surprise
13. The Magical Nines
14. Nine's Time to Shine
15. Space Division

### Speciální díly (2021-)
- The Treasure of Hexagon Island
- Double Back
- About Time
- The Twelve Days Of Christmas

### Společné díly sAlphablocks
- Making Friends
- The Case Of The Missing Blocks
- The Blocks v Blocks Games
- Crossover

## Děj

### One
Odněkud seshora spadne červená krychlička. Na ní se objeví oko a ústa, pak ruce a pak nohy. Krychlička se ptá sama sebe, kdo je a kde je. Odněkud přiskáče čísílko jedna a vyskočí nad krychličku, kde už zůstane. Krychličce sedne na ruku červený ptáček, krychlička ho pozdraví. Pak krychlička uvidí strom a také ho pozdraví. Krychlička běhá po světě, plave na lodi po vodě a běží do hor.
Nakonec krychlička hrdě prohlásí, že je Jedna.

### Another One
Jedna se po východu slunce probudí a slunce pozdraví. Pak jde a objeví tenisovou raketu. Po několika dalších krocích najde tenisový míč a nakonec narazí na tenisovou síť na tenisovém hřišti. Pomocí tenisové rakety odpálí na hřišti tenisový míč a ten přeletí hřiště. Jedna si uvědomí, že když je sám, není to moc zábavné, a smutně pokračuje dál. Narazí na zrcadlo, ve kterém se uvidí a myslí si, že je to druhý Jedna, dokud si neuvědomí, že druhý Jedna je jenom obraz v zrcadle. Jedna smutně pokračuje dál, jenomže se ukáže, že zrcadlo je kouzelné a z obrazu Jedna vytvořilo dalšího Jedna. Jedna zavede dalšího Jedna na tenisové hřiště a směrem k němu odpálí míček. Další Jedna, ale nemá tenisovou raketu, tak míček kolem něj jenom proletí a další Jedna prohlásí, že je to zábava. Pak vymýšlejí, jak by mohli hrát tenis, a další Jedna navrhne, že budou rychle běhat a tenisovou raketu si předávat. Takto chvíli tenis hrají, až když je zase čas, kdy má další Jedna předat tenisovou raketu prvnímu Jedna, přeskočí síť a dopadne na prvního Jedna. Oba se spolu spojí v Dva. Dva se chce přivítat s oběma Jedna, ale zjistí, že už nikde nejsou. Pak si uvědomí, že Jedna a další Jedna nikam nešli, ale spojili se do něj. Protože Dva chce poznat Jedna, tak se opět rozdělí na dva Jedna. Oba Jedna zdraví Dva, ale zjistí, že nikde není, a tak první Jedna vyleze na dalšího Jedna a znovu se spojí do Dva. Dva se pak opět rozdělí na dva Jedna. První Jedna chce opět vylézt na dalšího Jedna, ale ten prohlásí, že tohle už zkoušeli a že to chce nějaký jiný nápad. První Jedna dostane nápad, a oba běží ke kouzelnému zrcadlu. Další Jedna upadne v květinách a tak první Jedna doběhne ke kouzelnému zrcadlu jako první a vytvoří ještě dalšího Jedna, na kterého vyleze a oba se spojí do Dva. Doběhne další Jedna a s Dva se spolu konečně pozdraví. Spolu jdou na tenisové hřiště, ale další jedna si povzdechne, že mají jenom jednu tenisovou raketu. Dva odněkud vytáhne druhou tenisovou raketu, další Jedna vezme tenisový míč a spolu hrají tenis.

### Three
Jedna a Dva se nudí a vymýšlí, co mají dělat. Zkouší různou zábavu. Nakonec Jedna vyskočí a podaří se mu dopadnout na Dva, čímž se oba spojí v Tři. Tři začne žonglovat se svými třemi žonglovacími koulemi. Po ukončení vystoupení se ukloní, ale zjistí, že mu chybí diváci. Při hledání diváků narazí na kouzelné zrcadlo, do kterého se podívá, a kouzelné zrcadlo vytvoří dalšího Tři. Od nového Tři se oddělí jeho horní blok, čímž vzniknou Jedna a Dva. Tři pak na pódiu představuje, kdo je a kde všude se nachází.

### One, Two, Three!
Jedna a Dva stojí u dvou stromů. Na jednom stromu visí jedno jablko, na druhém stromu visí dvě jablka. Všechna jablka ale visí moc vysoko, takže na ně ani Jedna, ani Dva nemohou dosáhnout. Dosáhne na ně Tři a všechna tři jablka utrhne a navrhne, že si o ně zahrají. První hra jsou skořápky. Tři schová jablko pod žlutý kelímek s číslem tři a kelímky promíchá. Pak požádá Jedna, aby si vybral, pod kterým kelímkem jablko je. Jedna vybere červený kelímek s číslem jedna, pod kterým ale jablko není. Dva nejdřív vybere žlutý kelímek s číslem tři, ale pak svoji volbu změní na oranžový kelímek s číslem dva. Pod ním jablko také není. Jablko je pod žlutým kelímkem s číslem tři. Jablko tedy vyhrává tři a sní ho. Další hrou je jablko nahoře. Jedna si dá jablko na hlavu, ale Dva, protože je vyšší, mu jablko z hlavy vezme a dá si ho na hlavu sám. Až poté, co mu jablko z hlavy vezme Tři, si uvědomí, že je sice větší než Jedna, ale menší než Tři. Z hlavy Tři už jablko nikdo sundat nemůže. Tři tak vyhrává i druhou hru a sní i druhé jablko. Třetí hrou je překvapení. Tři poodejde a Jedna a Dva se na něčem domlouvají. Jedna pak vyskočí na Dva, čímž se spojí v nového Tři, který vybafne na původního Tři. Původní Tři se leknutím rozdělí na Jedna a Dva. I třetí hru tak vyhrává Tři a sní poslední jablko. Jedna a Dva jsou smutní, protože na ně žádné jablko nezbylo. Když si to Tři uvědomí, dovede je ke třem stromům, na kterých visí po jednom jablku. Tři všechna tři jablka utrhne a jedno dá Jedna a dvě dá Dva se slovy, že on sám už tři snědl. Dva i přesto jedno jablko dá Tři, protože mu nevadí se podělit. Tři pak navrhne poslední trik a to zmizení jablek. Všichni tři se pak do jablek zakousnou.

### Four
Jedna, Dva a Tři uvidí na obloze tři čtvercové mraky. Pak se objeví ještě jeden čtvercový mrak. Dva chce něco navrhnout, ale Tři mu skočí do řeči a snaží se čtvrtý mrak odehnat.
...

### Three Little Pigs
Pět vypráví pohádku o třech prasátkách. Jedna hraje první prasátko, které má červený dům s jednou místností, jedním stromem na zahradě a s číslem jedna na dveřích. Přijde velký zlý čtverec, kterého hraje Čtyři, a chce, aby ho první prasátko pustilo dovnitř. První prasátko ho ale dovnitř nepustí a tak mu velký zlý čtverec dům zfoukne. Dva hraje druhé prasátko, které má oranžový dům se dvěma místnostmi, dvěma stromy na zahradě a s číslem dva na dveřích. První prasátko uteče k druhému prasátku, které ho pozve dovnitř. Spolu vyjdou do horní místnosti, kde si dají čaj se slovy Dva „čaj pro dva a dva na čaj“. Přijde velký zlý čtverec a chce, aby ho druhé prasátko pustilo dovnitř.
...
Velký zlý čtverec zfoukne i dům třetího prasátka.
Protože prasátka nemají kde bydlet, velký zlý čtverec navrhne, že mohou bydlet u něj. Velký zlý čtverec má zelený dům se čtyřmi místnostmi, čtyřmi stromy na zahradě a číslem čtyři na dveřích. Všechna tři prasátka se k němu nastěhují.

### Holes
Pět jde na výlet, je následován pěti ptáčky, červeným, oranžovým, žlutým, zeleným a modrým. Pět dojde až k vysokému kamenu, před kterým se zastaví. Ptáčci se posadí na strom se zelenou korunou před kamenem. Pět najednou uslyší sací zvuk a objeví díru, ze které vychází. Nakloní se nad díru a do díry je vcucnut jeho blok, který má nejvýše a ze kterého se stane Jedna. Z Pět tak zůstane Čtyři. Jedna vyskočí z díry na druhé straně kamenu a ptá se, kde je Pět. Červený ptáček přeletí a usadí se na stromě s modrou korunou na druhé straně kamene.
Čtyři najednou uslyší sací zvuk a objeví díru, ze které vychází. Nakloní se nad díru a do díry je vcucnut jeho blok, který má nejvýše a ze kterého se stane Jedna. Ze Čtyři tak zůstane Tři. Jedna vyskočí z díry na druhé straně kamenu a spojí se s Jedna, který už na druhé straně kamene je, do Dva. Dva se ptá, kde je Pět. Oranžový ptáček přeletí a usadí se na stromě s modrou korunou na druhé straně kamene.
Tři najednou uslyší sací zvuk a objeví díru, ze které vychází. Nakloní se nad díru a do díry je vcucnut jeho blok, který má nejvýše a ze kterého se stane Jedna. Ze Tři tak zůstane Dva. Jedna vyskočí z díry na druhé straně kamenu a spojí se s Dva, který je na druhé straně kamene, do Tři. Tři se ptá, kde je Pět. Žlutý ptáček přeletí a usadí se na stromě s modrou korunou na druhé straně kamene.
Dva najednou uslyší sací zvuk a objeví díru, ze které vychází. Nakloní se nad díru a do díry je vcucnut jeho blok, který má nejvýše a ze kterého se stane Jedna. Ze Dva tak zůstane Jedna. Vcuclý Jedna vyskočí z díry na druhé straně kamenu a spojí se s Tři, který je na druhé straně kamene, do Čtyři. Čtyři se ptá, kde je Pět. Zelený ptáček přeletí a usadí se na stromě s modrou korunou na druhé straně kamene.
Jedna najednou uslyší sací zvuk a objeví díru, ze které vychází. Nakloní se nad díru a je do díry vcucnut. Vcuclý Jedna vyskočí z díry na druhé straně kamenu a spojí se se Čtyři, který je na druhé straně kamene, do Pět. Pět se ptá, kde je Pět, ale pak si uvědomí, že on sám je Pět. Modrý ptáček přeletí. Pět pokračuje ve výletu opět následován pěti ptáčky.

### Counting Sheep
Šest hlídá ovečky.
...
Šest chce ovce uspat a zpívá jim ukolébavku. Místo ovcí ale usne on sám. Ovce si otevřou branku a potichu okolo Šest projou ven. Poslední ovečka chce zavřít, ale branka práskne a Šest se tak probudí. Ovce se rozdělí na dvě skupiny po třech. Aby je Šest mohl zahnat zpět do ohrady, rozdělí se na dva Tři, a ovečky se mu podaří do ohrady zahnat. Opět se snaží ovečky uspat a opět usne on sám. Ovce si opět otevřou branku a potichu okolo Šest projou ven. Ocas poslední ovečky ale pošimrá Šest na nose a Šest se tak probudí. Ovce se rozdělí na tři skupiny po dvou. Aby je Šest mohl zahnat zpět do ohrady, rozdělí se na tři DVa, a ovečky se mu podaří do ohrady zahnat.
...
Šest napadne, že když při počítání oveček usne číslo, možná při počítání čísel usnou ovečky. A opravdu se mu tak podaří ovečky uspat.

### Double Trouble
Jedna v klobouku jde pralesem. Dojde až ke vchodu do jeskyně, ale když chce vstoupit, ozve se hlas, že Jedna nesmí vstoupit. Jedna u vstupu do jeskyně objeví kouzelné zrcadlo a vytvoří druhého Jedna, se kterým se spojí do Dva. Když chce Dva vstoupit do jeskyně, ozve se hlas, že Dva může projít, a dva do jeskyně vejde. V jeskyni se ale chodba dělí na dvě. Dva pomocí kouzelného zrcadla vytvoří druhého Dva a každý z nich jde jednou z obou chodeb. V obou chodbách jsou ale gumoví hadi, přes které musí oba Dva opatrně projít. Obě chodby ústí ve společném prostoru. Další průchod je zavalen kamenem. Dva se ho společně snaží odtlačit, ale nepodaří se jim to. Spojí se tedy do Čtyři a tomu se povede kámen odtlačit a pokračuje v cestě dál. V další místnosti je lano s uvázaným prknem. Protože prkno je uvázané za střed, poté, co na něj Čtyři vstoupí, spadne do díry pod ním. Díra je plná kulových věcí. Čtyři vyleze z díry a s pomocí kouzelného zrcadla vytvoří druhého Čtyři. Oba čtyři vstoupí na prkno, každý z jedné strany, aby bylo prkno vyvážené, a dojdou až ke středu prkna, za který visí na laně a kde se oba Čtyři spojí do Osm. Osm šplhá nahoru po laně.
...

### Blockzilla
Přiletí červený ptáček a posadí se na strom. Okolo stromu proběhne Jedna. Ozve se dunění a ptáček se schová do stromu. Ze země se vyhrabe Blockzilla a zjistí, že strom je větší než květina a prohlásí, že má ráda květiny. Když se nic neděje, Blockzilla se zanoří zpět do země.
Dva a Tři mají piknik. Dva drží v rukou dvě různě velká jablka, která porovnává. Větší z nich dá tři, který je má rád. Ozve se dunění a ze země pod piknikovou dekou se vynoří Blockzilla a Dva a Tři utečou. Čtyři a Jedna mají také svůj pikink. Čtyři prohlásí, že má rád čtvercový sýr v bříšku. Okolo Čtyři a Jedna proběhnou vyděšení Dva a Tři.
Jedna a Tři se chtějí schovat a schovají se do úst Blockzilly, protože se myslí, že je to jeskyně. Blockzilla porovná Jedna a Tři a prohlásí, že má ráda Tři, protože má ráda větší čísla. Jedna a Tři vyděšeně utečou, a Blockzilla smutně prohlásí, že je nechce sníst, ale chce se s nimi potkat. Blockzilla se otočí. Dva a Čtyři také hledají místo, kde by se mohli schovat a schovají se do úst Blockzilly, protože se myslí, že je to jeskyně. Blockzilla porovná Dva a Čtyři a prohlásí, že má ráda Čtyři, protože má ráda větší čísla. Dva a Čtyři vyděšeně utečou.
Vyděšení Jedna, Dva, Tři a Čtyři se jdou poradit s Pět. Společně vymyslí plán. Tři a Pět předstírají piknik. Ze země se vynoří Blockzilla, do každé ruky chytí Tři a Pět a chce je porovnat. Než to stihne, Pět se rozdělí na Dva a Tři a Dva se spojí s druhým Tři do Pět. Blockzilla je začne znovu porovnávat, ale před dokončením se opět Pět se rozdělí na Dva a Tři a Dva se spojí s druhým Tři do Pět. Toto se opakuje několikrát. Nakonec se Pět rozdělí na Čtyři a Jedna a Jedna se spojí se Tři do druhého Čtyři. Blockzilla je porovná a zjistí, že jsou oba stejní. Jeden z obou Čtyř pak poznamená, že už je tedy nemůže sníst, na což Blockzilla odpoví, že je nechce sníst, ale že si s nimi chce hrát. Postupně je pak vyhazuje do vzduchu a nechá je klouzat se dolů po svých zádech.

### The Numberblocks Express
Červenou krajinou s červenými jehličnany jede vlak Numberblock Express. Vlak má čtyři vagóny, zelený se čtyřmi okny, žlutý se třemi okny, oranžový se dvema okny a červený s jedním oknem. Strojvůdcem Numberblock Expressu je Pět. Pět zastaví vlak ve stanici Jedna s červeným traťovým domkem. Protože nikdo nenastupuje, Pět opět vlak rozjede, ale přitom vypadne z lokomotivy na nástupiště. Po pádu se Pět lekne a rozdělí se na pět Jedna, které vyskočí na střechy vagónů a lokomotivy. Jedna ze střech vagónů se postupně spojí s Jedna na střeše lokomotivy do Pět. Ale než Pět může zasáhnout, oblaky kouře z komína lokomotivy od něj postupně oddělí čtyři Jedna až na střeše lokomotivy zůstane jenom jeden Jedna. Jedna běží z lokomotivy na konec vlaku, kde vidí, jak čtyři Jedna vlají za posledním vagónem, kterého se drží, a prosí zbývajícího Jedna o pomoc. Jedna podá pomocnou ruku a snaží se čtyři Jedna přitáhnout k sobě, při tom se ale stane, že všech pět Jedna spadne vedle vlaku a musí běžet vedle něj.
...
Když vlak přejíždí ze zelené krajiny do světle modré krajiny se stromy s korunou ve tvaru pěticípé hvězdy, pět Jedna stále tancuje na střechách jednotlivých vagónů a lokomotivy. Pět jedna se postupně spojí v Pět. Pět si všimne, že trať brzy končí, a na pět pohybů brzdy se mu podaří na poslední chvíli vlak zastavit.

### Zero
Jedna, Dva a Tři mají misku s červeným, oranžovým a žlutým dezertem. Tři si vezme žlutý dezert a předá misku se zbývajícími dezerty Dva se slovy, že tři mínus jedna je dva. Dva si vezme oranžový dezert a předá misku s posledním dezertem Jedna se slovy, že dva mínus jedna je jedna. Jedna si vezme červený dezert a neví, kolik je jedna mínus jedna. Přinese proto lano a vleze si do misky. Dva a tři ho z misky pomocí lana vytáhnou, čímž se Jedna oddělí od zbytku a vznikne Nula. Nula zpívá o tom, co vlastně znamená a nakonec zpívá, jak je krásně, když je všude klid. Pak přijdou Jedna, Dva a Tři hrající na hudební nástroje. Nula prohlásí „nula nástrojů“ a nástroje zmizí. Pak prohlásí „nula stromů“ a zmizí okolní stromy. Pak prohlásí „nulová gravitace“ a všechna čísla se začnou vznášet ve vzduchu. Nula pak prohlásí „nula světů“ a všechna čtyři čísla se ocitnou ve tmě, protože svět zmizí. Jedna se ptá, co to je, a Nula odpoví, že nic. Pak se ptá Dva, kde jsou, a Nula odpoví, že nikde. Nakonec se ptá Tři, co bude dál, a Nula odpoví, že nemá představu. Jedna si pak vzpomene na svojí píseň se slovy jeden báječný svět, která zazpívá, a svět je zpět. Jedna, Dva a Tři hledají Nulu, ale nemohou ho najít, tak si myslí, že Nula už není, ale Nula se přece jenom objeví v prázdné misce od dezertů.

### Now We Are Six to Ten
Jedna, Dva, Tři, Čtyři a Pět spí na svých postelích, Šest, Sedm, Osm, Devět a Deset ještě nespí a Deset jim čte z knihy.
- kapitola šest

Šest skáče přes švihadlo, kterým točí Dva a Čtyři. Šest při skákání hodí kostkou, na které mu padne šest. Šest proto udělá šest triků a pak odeběhne. Přiběhnou Jedna, Tři a Pět. Jedna si chce vyzkoušet skákání přes švihadlo, ale švihadlo ho zachytí a odhodí tak, že Jedna dopadne na Šest, čímž se z nich stane Sedm.
- kapitola sedm

Sedm padá k zemi a představuje svoje jednotlivé barvy. Pak si všimne červeného mraku, který proletí. Po té proletí ještě oranžovým, žlutým, zeleným, modrým, tmavě modrým a fialovým mrakem. Kousek nad zemí spustí na zem duhu. Na zemi u duhy stojí Jedna. Sedm se po duze sklouzne dolů a narazí do Jedna, kterého tak odhodí. Když Sedm dopadne, vyskočí na něj Jedna, čímž se z nich stane Osm.
- kapitola osm

Dříve byl Osm normálním number blokem, ale jednou ho zlechtala radioaktivní chobotnice, díky čemuž se u Osm objevily speciální schopnosti. Osm tak začal pomáhat ostatním v potížích. Jedna visí na stromě a Osm ho jde zachránit. Osm vytvoří tvar čtverce s otvorem, Jedna se pustí a Osm ho zachytí a umístí ho do otvoru. Tím se oba spojí do Devět.
- kapitola devět
- kapitola deset

Deset se jako raketa připravuje ke startu a deset Jedna jeho start sleduje. Start Deset se ale nezdaří, ale Deset prohlásí, že to není problém, protože je možné použít záloží raketu. Deset se rozdělí na deset Jedna, kteří odběhnou, a původních deset Jedna se spojí do Deset. Přiběhnou deset Jedna, kteří vznikli rozdělením z původního Deset, a sledují start nového Deset, který se už povede.
Když Deset dočte kapitolu deset, zjistí, že Šest, Sedm, Osm a Devět už spí.

### Flatland
Čtvereček přinese Čtyři klacík, a Čtyři mu ho hodí, aby ho aportoval. Klacík se ale zachytí na zdi. Čtvereček za ním skočí a stane se dvourozměrným pohybujícím se po zdi. Čtyři je udiven, že je Čtvereček plochý a skočí za ním. Na zdi se stane z něj stane čtverec. Klacík se představí jako úsečka a přivítá je v zemi plochých tvarů, kde žijí všechny dvojrozměrné obrazce. Po chvíli se objeví druhá úsečka a po ní i třetí a všechny tři dají dohromady trojúhelník. Po chvíli se objeví další tři trojúhelníky, které společně tvoří jeden velký trojúhelník. Čtvereček trojúhelníky přeleze a Čtyři ho následuje, což se ale trojúhelníkům moc nelíbí. Čtyři uvidí čtyři úsečky formující obrazec, tak očekává že se vyvoří čtverec, ale během tvorby se dvě úsečky prodlouží, takže se objeví obdélník. Obdélník předstadstaví Čtyři další čtyřúhelníky: kosočtverec, lichoběřník, deltoid, konkávní čtyřúhelník a rovnoběžník. Po jejich představení se objeví Čtvereček a čtyřúhelníky se představí znovu. Čtyři pokračuje v cestě a spadne na pětiúhelník, na kterém chvíli poskakuje, pak je přehozen na šesti úhelník, a ten ho přehodí na sedmiúhelník. Podobně pak pěti, šesti a sedmi úhelník přehazují Čtverečka. Čtverečkovi už se chce domů, když se objeví osmiúhelník, který změní svůj tvar z pravidelného osmiúhelníku do tvaru balónového koše. Čtyři a Čtvereček do něj nastoupí a objeví se dvě krátké úsečky a jedna dlouhá úsečka, která vytvoří kruh. Tyto čtyři objekty vytvoří balón, ve kterém Čtyři se Čtverečkem letí. Minou devítiúhelník a desetiúhelník a poté je osmiúhelník s kruhem vrátí do Numberlandu. Čtyři a Čtvereček se setkávají s ostatními čísly, které zrovna mají piknik. Čtyři je rád, že je vidí a chlubí se, že byli v zemi dvourozměrných objektů, popisuje, jaké objekty potkal a chlubí se, že on byl skutečným čtvercem.

### Mirror, Mirror
Jedna až Deset se prochází hradem a Jedna zajde do sklepení. Ve sklepení mine kouzelné zrcadlo a podaří se mu vytvořit další dva Jedny. Dva jedny se spojí ve Dva. Dva navrhuje zkusit požádat zrcadlo, aby vytvořilo více čísel. Jedna poprosí kouzelné zrcadlo, aby vytvořilo další tři Jedny, na což mu kouzelné zrcadlo odpoví, že jeho přání je jeho příkazem. Zrcadlo změní barvu svých dekorací ze žluté na červenou a rozdělí se na tři zrcadla, které ale mají opět žluté dekorace a vytvoří nové tři Jedny, kteří se spojí do nového Tři. Jedna se vydá za původními čísly a nového Dva instruuje, aby se zrcadlem nemanipulovali. Tři ale neposlechne a požádá zrcadlo, aby vytvořilo dva nové Dva, kteří se spojí do Čtyři a potom dva nové Tři, kteří se spojí do Šesti. Tři se snaží vytvořit Pět a tak požádá zrcadlo, aby vytvořilo tři nové Dva, ti se ale opět spojí do Šest. Tři čekal, že vznikne Pět. Zrcadlo pak vytvoří dva nové Čtyři, kteří se spojí do Osm, a pět nových Dva, kteří se spojí do Deset. Tři nechápe, proč se mu nedaří vytvořit Pět a Sedm.
Jedna se vrací s původními čísly, čehož si všimne nový Dva a zavře dveře do podzemní komnaty a společně s novými čísly se zavře do skříně v podzemí. Původní Čtyři a Devět společně otevřenou dveře do podzemní komnaty a Jedna ukazuje původním číslům kouzelné zrcadlo s tím, že co by řekli na to, kdyby kouzelné zrcadlo umělo najednou vytvořit víc čísel. Deset řekne, že to by bylo velké překvapení a pak se objeví nová čísla, která byla zavřená ve skříni.

### Tween Scenes
Jedna, Dva, Tři, Čtyři, Pět, Šest, Sedm, Osm, Devět a Deset spí na svých postelích, Jedenáct, Dvanáct, Třináct, Čtrnáct a Patnáct ještě nespí a Patnáct jim čte z knihy.
- kapitola jedenáct
- kapitola dvanáct
- kapitola třináct
- kapitola čtrnáct
- kapitola patnáct

Patnáct se vynoří ze stínu a prohlásí, že znám také jako Deset a Pět nebo také jako Jedna, Dva, Tři, Čtyři a Pět. Patnáct se spustí do ložnice a rozdělí se na Jedna, Dva, Tři, Čtyři a Pět. Jedna prohlásí: „krok jedna – uklidit“ a čísla uklidí hračky. Pak Dva zavelí: „krok dva – napít se kakaa“ a čísla se napijí kakaa. Pak zavelí Tři: „krok 3 – vyčistit si zuby“ a čísla si vyčistí zuby. Pak zavelí Čtyři: „krok čtyři – jít do postele“ a čísla si jdou lehnout do společné postele. Pak zavelí Pět: „krok pět – číst příběh před spaním“ a vyndá knížku.
Když Patnáct dočte kapitolu patnáct, zjistí, že Jedenáct, Dvanáct, Třináct a Čtrnáct už spí, a prohlásí, že mise je splněna.

### Tall Stories
Jedna, Dva, Tři, Čtyři, Pět, Šest, Sedm, Osm, Devět, Deset, Jedenáct, Dvanáct, Třináct, Čtrnáct a Patnáct spí ve svých postelích. Šestnáct, Sedmnáct, Osmnáct, Devatenáct a Dvacet ještě nespí a Dvacet jim čte z knihy.
- kapitola šestnáct
- kapitola sedmnáct
- kapitola osmnáct
- kapitola devatenáct
- kapitola dvacet

Setkají se dva Deset a spojí se do Dvacet. Dvacet prohlásí, že rád poznává nové přátele, a položí se naležeto a rozdělí se na deset Dva. Deset Dva se opět spojí do Dvacet a Dvacet popřeje dobrou noc.
Když Dvacet dočte kapitolu dvacet, zjistí, že Šestnáct, Sedmnáct, Osmnáct a Devatenáct už spí, a popřeje všem dobrou noc.

### Heist
...
Když se všichni dostanou do místnosti se zlatým nekonečnem, Šestnáct se k němu rozběhne. Dvacet ho varuje, ale nepodaří se mu Šestnáct zastavit, takže Šestnáct spustí alarm. Ze dveří v místnosti se objeví hlídací roboti a Šestnáct, Sedmnáct, Osmnáct, Devatenáct a Dvacet se seskupí okolo zlatého nekonečna, okolo kterého je roboti obklíčí. Dvacet robotům vysvětluje, že nepřišli nic vzít, že jenom přišli pro jednookého medvídka, kterého si v místnosti zapomněl Jedna. Devatenáct doplní, že by pro medvídka sice mohli přijít až ráno, kdy by muzeum bylo opět otevřené, ale Jedna nedokáže bez svého medvídka usnout. Roboti prohlásí, že není nutné se omlouvat, protože oni také nedokážou usnout bez svých robůtků, které vytáhnout z prostostoru za krytem a začnou se s nimi mazlit.

### Fun Times Fair
Numberbloby přijdou k bráně pouti, kde je uvítá Dvanáct. Něco jim vysvětluje a mezitím Numberbloby projdou bránou. Jdou k první atrakci, což jsou čajové hrníčky. Potom jdou k ruskému kolu. Když se chtějí svézt na horské dráze, zjistí, že už nemají žetony. Jdou tedy do stanu, kde se musí strefit do dvou pyramid z válečků. Numberbloby shodí obě pyramidy, takže žádný váleček už nestojí, a tak vyhrají dvanáct žetonů. Vrátí se k horské dráze a nastoupí do vagónů, do prvního vagónu nastoupí Dvanáct a horská dráha se rozjede.

### Twenty-One and On
Jedna, Dva, Tři a Dvacet jedou autobusem na zastávku 20 a jsou zvědaví, co tam je. Dvacet a Jedna běží na pláž, ale uklouznou a stane se z nich Dvacet jedna. Dva a Tři se diví, proč má Dvacet jedna dva obličeje, na což mu Dvacet jedna odpoví, že někdy je lepší o větších číslech přemýšet jako o dvou číslech. Dvacet jedna zkoumá, co všechno umí, zjistí, že liché číslo, zjistí, že se skládá ze tří Sedmi. Pak objeví truhlu se čtyřmi zmrzlinami a aby se s k nim dostal, vytvoří schodovitý tvar. Dvacet jedna si pak uvědomí, že ho zajímá zkoumat čísla, čímž si uvědomí sám sebe a získá svůj vlastní jeden obličej. Dvacet jedna pak chce dál zkoumat čísla, k čemuž ale potřebuje kouzelné zrcadlo. To najde opodál a s jeho pomocí vytvoří druhého Dvacet jedna. Druhý dvacet jedna oddělí Jedna a zůstane z něj Dvacet. Ke Dvaceti se připojí Dva a stane se z nich Dvacet dva se dvěma obličeji. Dvacet jedna zkoumá Dvacet dva. Dvacet dva zjistí, že umí vytvořit obdélník široký dva bloky a že je tedy dvakrát Jedenáct, čímž si uvědomí sám sebe. Dvacet dva se rozdělí na dva Jedenáct, jednoho červeného a druhého modrého a oba jdou na fotbalové hřiště, kde se oba rozdělí na jedenáct a jedenáct Jedna a hrají fotbal. Pak se ze všech Jedna stane opět Dvacet dva a vrátí se k Jedna, Tři a Dvacet Jedna. Dva se oddělí od Dvacet dva, takže z něj opět zůstane Dvacet. K němu se připojí Tři a stane se z nich Dvacet tři se dvěma obličeji. Dvacet jedna ho zkoumá a říká, že chce zkoumat čísla dál. Tři se oddělí od Dvacet tři a Jedna, Dva, Tři, Dvacet a Dvacet jedna se vrací k autobusu, do kterého nastoupí a pokračují v cestě. Dvacet řídí. Jedou okolo pláže, ve které jsou otisky Dvacet jedna, Dvacet dva a Dvacet tři.

### We're Going On A Square Hunt
Klub čtverců – Jedna, Čtyři, Devět a Šestnáct – jdou pralesem a zpívají svoje klubové heslo. Pak si položí otázku, kdo jsou. Pak si položí otázku, kde jsou. Na to zareaguje Devět, že to je dobrá otázka. Objeví se Dvacet jedna a zavede je ke chrámu. O chrámu, legenda říká, že ukrývá tajemství čtverců větších než Šestnáct. Šestnáct prohlásí, že to není možné, protože Šestnáct je už opravdu velký čtverec. Čtverce společně s Dvacet jedna vejdou do chrámu, kde objeví kresbu Jedna, Čtyř, Devíti a Šestnácti a jednu rozbitou kresbu čtverce, který je v řadě další. Zjistí, že čtverce jsou tvořeny podle konkrétního vzoru. Že jedna je tvořen jedním Jedna, Čtyři je tvořen dvěma Dva, Devět je tvořen třemi Tři a Šestnáct je tvořen čtyřmi Čtyři. Další čtverec tedy musí být tvořen pěti Pět. Dvacet jedna čtverce nabádá, aby obraz složili a během skládání čísla napočítají do dvaceti pěti, další čtverec tedy musí být Dvace pět. Dvacet jedna chce ověřit, že tomu tak opravdu je, ale že k tomu potřebuje kouzelné zrcadlo. Jedno naštěstí stojí opodál, takže Dvacet jedna se rozdělí na Dvacet a Jedna a Jedna pak s pomocí zrcadla vytvoří další čtyři Jedna. Všech pět jedna se pak postupně připojí ke Dvaceti, takže vytvoří Dvacet pět, který si ještě neuvědomil sám sebe. Čtverce chtějí Dvacet pět pozdravit jako nového čtverce, ale zarazí se, protože Dvacet pět je poskládán ze dvou sloupců o deseti blocích (Dvacet) a jednoho sloupce o pěti blocích (Pět). Šestnáct ale vyzve ostatní čtverce, aby se nevzdávali, a zazpívají svoje klubové heslo, které končí tím, že jedna prohlásí „jednakrát jedna“, Čtyři prohlásí „dvakrát dva“, Devět prohlásí „třikrát tři“ a Šestnáct prohlásí „čtyřikrát čtyři“. Po kratší odmlce Dvacet pět nejistě prohlásí „pětkrát pět“ a přeskupí do čtverce a uvědomí si sám sebe. Při jeho uvědomění si sám sebe se objeví i jeho obličej na jeho obrázku, který poskládali Jedna, Čtyři, Devět a Šestnáct. Dvacet pět objeví opodál vzory, který je schopen reprodukovat. Jedna pak řekne Dvaceti pět, že i jeho našli podle vzoru, kdy Jedna je jednakrát Jedna, Čtyři je dvakrát Dva, Devět je třikrát Tři a Šestnáct je čtyřikrát Čtyři.
Dvacet pět pak vyzve k hledání větších čtverců a chce najít šestkrát Šest, Jedna chce najít sedmkrát Sedm, Čtyři chce najít osmkrát Osm a Devět chce najít devětkrát Devět. Všechny čtverce postupně opustí chrám.

### Thirty's Big Top
Jedna, Dva, Tři, Čtyři a Pět jsou na pódiu, Pět hraje na kytaru a Čtyři se otáčí dokola. Vedle pódia jsou Deset a Dvacet. Jedna prohlásí, že kdyby byl větší, určitě by dokázal vyskočit jako Deset. Dva pak prohlásí, že kdyby byl větší, dokázal by tancovat tak dobře jako Dvacet. Tři prohlásí, že on nechce být větší, protože nikdo není tak dobrý žonglér, jako on. Na to Dvacet odvětí, že je někdo, koho by měl poznat. Dvacet se rozdělí na dva Deset a ti se společně s Deset spojí do Třicet. Třicet se představí a vysvětlí, že jeho číslíčko tři znamená třikrát deset, Nula v jeho číslíčku pak dodá, že „a nic víc“.
Třicet pak pozve Jedna, Dva, Tři, Čtyři a Pět do cirkusu, který vytvoří ze své čepičky. V cirkusu pak předvede žonglování s 30 koulemi. Pak ukáže, že není jenom tři Deset, ale že také deset Tři. Když se spojí opět do Třicet, k dalšímu pokračování pozve další Deset. Třicet se rozdělí na tři Deset a všechny čtyři Deset se spojí do Čtyřicet. Čtyři chce uvítat Čtyřicet jako nový čtverec, ale pak si uvědomí, že Čtyřicet není čtvercový. Čtyřicet mu vysvětlí, že je obdélník a ukáže mu svojí sbírku obdélníků. Pak ukáže, že není jenom čtyři Deset, ale že je také deset Čtyři a že tak dokáže nadzvednout střechu. Všech deset Čtyři ze Čtyřicet se seřadí okolo šapitó a opravdu celý stan cirkusu nadzvednout. Pak se opět deset Čtyři spojí do Čtyřicet a k pokračování vystoupení potřebuje další Deset. Čtyřicet se rozdělí na čtyři Deset a všech pět Deset se spojí do Padesát. Padesát pak ukáže, že není jenom pětkrát Deset, ale že je také desetkrát Pět a rozdělí se na deset Pět, pět Pět hraje na kytaru a pět Pět zpívá.
Nakonec Deset, Dvacet, Třicet, Čtyřicet a Padesát přistanou před cirkusem.

### One Thousand And One
Deset a Jedna jdou v noci za Sto, které topí ohníček. Sto vybídne Jedna a Deset, aby se posadili. Jedna říká, že na obloze musí být alespoň sto hvězd, ale Sto odpovídá, že hvězd na obloze je mnohem víc. Pro jedna je ale Sto největší číslo, které zná, ale pak si uvědomí, že je možné vytvořit větší čísla přidáním jedné. V myšlenkách pak vytvoří Sto jedna, Sto dva a Sto tři. Deset pak namítne, že když je možné přidávat jednotky, je možné přidávat také desítky, v myšlenkách tak vytvoří Sto deset, Sto dvacet a Sto třicet. Pak zjistí, že ke Sto je možné přidávat také stovky, takže v myšlenkách vytvoří Dvě stě a Tři sta. Jedna pak říká, že největší číslo, které si umí představit, je Devět set devadesát devět. Na otázku, jaká čísla jsou vyšší, mu sto odpoví, aby se na to Jedna díval jinak. V myšlenkách pak deset Jedna vytvoří Deset, deset Deset vytvoří Sto. Jedna se pak ptá, co je sto Sto, a v myšlenkách pak ze sto Sto vytvoří Tisíc. Sto, Deset a Jedna spí a Jedna má sen. Ve snu z deseti Jedna vytvoří Deset, z deseti Deset vytvoří Sto, z deset Set vytvoří Tisíc, z deseti Tisíc vytvoří Deset tisíc, z deseti Deset tisíc vytvoří Sto tisíc a z deseti Sto tisíc vytvoří Milion. Jedna říká Milionu, že neměl představu, že mohou existovat tak velká čísla. Na to mu Milion odpoví, že čísla mohou být ještě větší. Jedna se probudí ze snu a uvidí jeden měsíc a miliony hvězd.

### More To Explore
Na pódiu se rozsvítí reflektory. Jedna, Dva, Tři, Čtyři, Pět a Šest jdou po pódiu a spojí se do Dvacet jedna. Dvacet jedna usedne k piánu a začne hrát a zpívat. Na piánu jsou umístěny fotografie z některých dobrodružství, jedním z nich je Flatland.
...
Vedle chrámu, ve kterém byl objeven Dvacet pět, se nachází ještě větší chrám. V něm Šest ukazuje obraz Třicet šest, Sedm ukazuje obraz Čtyřicet devět a Osm sestaví obraz Šedesát čtyři. Vedle obrazů Devět, Šestnáct a Dvacet pět sestavují pravoúhlý trojúhelník.
...
Dvacet jedna letí na Deset vesmírem, pod ním je za ruce spojeno mnoho Jedna. Jedna přitom zpívá, že čísla jsou nekonečná a nikdy nekončí. Pak seskočí dolu a přidá se k pikniku, který mají dva Jedna, Dva, Tři, Pět, Osm a Třináct .
...
Objeví se Devadesát sedm tisíc sto čtyři a vedle něj Sto dvacet tři. Ke Sto dvacet tři se připojí Jedna a vznikne Sto dvacet čtyři. Ke Sto dvacet čtyři se připojí další Jedna a vznikne Sto dvacet pět. Ke Sto dvacet pět se chce připojit ještě další jedna.
...
Čísla se postaví do pyramidy, na jejímž vrcholu je Jedna. Jedna na konci Jedna prohlásí, že teď je řada na tobě.

### How Rectangly!
Deset společně s Dvacet jedna a Dvacet dva, kteří si už oba uvědomili sami sebe, a s Dvacet tři a Dvacet čtyři, kteří si ještě neuvědomili sami sebe a mají tak dvě tváře, cvičí v tělocvičně. Dvacet čtyři položí otázku, jestli bude také někdy schopen uvědomit si sám sebe. Dvacet jedna a Dvacet dva vezmou Dvacet tři a Dvacet čtyři ke dvanáct. Dvanáct navrhne, aby Dvacet tři a Dvacet čtyři zkusili, jak moc obdélníkoví jsou. Dvacet dva zmíní, že on si uvědomil sám sebe, když se zformoval do obdélníku širokém dva bloky. Objeví se Osmnáct a ukazuje, jaké obdélníky dokáže zformovat. Dvanáct pak navrhne Dvacet tři a Dvacet čtyři, aby nejprve zformovali základní pozice, tedy obdélníky jeden blok vysoké a pak obdélníky jeden blok široké. Poté mají Dvacet tři a Dvacet čtyři zformovat obdélníky dva bloky široké, což se Dvacet čtyři podaří, ale Dvacet tři se to nepodaří. Dvacet čtyři se pak ještě podaří zformovat obdélník tři bloky široký a čtyři bloky široký, ale je zklamán, že se mu nedaří zformovat obdélník široký pět bloků. Ale podaří se mu zformovat obdélník široký šest bloků. Když si Dvacet čtyři uvědomí, jak moc obdélníkový je, uvědomí si sám sebe. Rozdělí se dva Dvanáct, jednoho se žezlem se Sluncem a druhého se žezlem s Měsícem a říká, že by měnit formace dokázal celý den a celou noc. Osmnáct se ptá Dvacet tři, jak moc obdélníkový je, Dvacet tři mu odpoví, že dokáže jenom základní pozice. Osmnáct se podivuje, že mu to nevadí. Dvacet tři mu na to odpoví, že někteří jsou více obdélníkoví a někteří nikoliv a v tom okamžiku si uvědomí sám sebe.

### Making Patterns
Dvacet jedna je s Dvacet sedm a Dvacet osm, kteří si ještě neuvědomili sami sebe, v galerii a říká jim, že je krásný den na to, aby si nová čísla uvědomila sama sebe. Potkají Sedmnáct, který stojí mezi sochou jablka a obrazem jablka. Sedmnáct jim říká, že má nové dílo, kterým je zeď vzorů. Jakýkoliv vzor čísla vytvoří, ten zůstane na zdi. Devatenáct jim ukazuje, jaké tvary dokáže vytvořit. Dvacet jedna pobídne Dvacet sedm a Dvacet osm, aby tvořily vzory. Dvacet osm si uvědomí, že se mu vzory líbí, čímž si uvědomí sám sebe a zformuje se do věže s okny. Dvacet sedm se vrátí k Sedmnáct a Sedmnáct říká Dvacet sedm, že umění je o tom najít nový rozměr. Dvacet sedm se díky tomu zformuje se do krychle tři krát tři krát tři a uvědomí si sám sebe.

### Club Picnic
Klub čtverců má piknik. Okolo jdou tři a sedm a říkají Jedna, že se uvidí na pikniku lichý čísel.
Devět zkoumá, jestli je Dvacet devět, který si ještě neuvědomil sám sebe a má tedy dvě tváře, liché nebo sudé číslo a zjistí, že Dvacet devět je liché číslo. Prohlásí, že to čekal, protože čísla končící devítkou jsou lichá, stejně jako Devět. Devatenáct pak doplní, že i jako Devatenáct.
Dvacet jedna odvede Dvacet Devět ke klubu čtverců, vedle kterého je nově vzniklý klub krychlí. Dvacet devět zkouší, jestli se může stát členem klubu čtverců, ale nepodaří se mu zformovat se do čtverce. Potom zkouší, jestli by mohl být členem klubu krychlí, ale nepodaří se mu zformovat se ani do krychle. Dvacet devět se ptá, jestli si může vytvořit svůj klub. Dvacet devět si uvědomí, že se mu líbí kluby a pro každý klub vytvoří odznak.
Když Dvacet devět vytvoří odznak i pro svůj nově vzniklý klub čísel končících devítkou, Dvacet jedna ho pozve do klubu dvacítek, který je tak nyní úplný a skládá se z čísel od Dvaceti do Dvaceti devíti.

### Snow Day Doubles
Třicet dva si hraje v zasněženém lese. Rozdělí se na dva Šestnáct, jeden z nich doběhne ke svahu a snaží se uplácat sněhovou kouli. Zezadu se ho snaží trefit jiná sněhová koule, ale Šestnáct se rozdělí na dva Osm a koule proletí mezi nimi. Kouli hodil druhý Šestnáct. Druhý Šestnáct proběhne mezi oběma Osmi a doběhne až ke svahu a rozhrne křoví. Uvidí kluziště.
...
Třicet dva dojede na saních až ke kluzišti. Před kluzištěm ale saně narazí na kámen a překlopí se a Třicet je vymrštěn vzduchem na kluziště. Než dopadne, objeví se mu na nohou brusle.
...
Třicet dva se rozjede směrem k rampě pomocí které vyletí do vzduchu a vyskočí z kluziště. Lehne si do sněhu a rukama a nohama vytváří obrazec. Pak se rozdělí na dva Šestnáct a oba dva Šestnáct vytváří rukama a nohama obrazec ve sněhu. Oba Šestnáct se rozdělí na čtyři Osm, kteří opět vytváří obrazce ve sněhu. Všichni Osm se pak rozdělí na osm Čtyři, kteří v leže vytváří obrazce ve sněhu. Všichni Čtyři se pak rozdělí na šestnáct Dva, kteří v leže vytváří obrazce ve sněhu. Všichni Dva se pak rozdělí na třicet dva Jedna a ti opět vytváří obrazce ve sněhu.
Jednoho Jedna pak napadne, že by mohli postavit sněhuláka. Všichni Jedna se spojí do Třicet dva. Třicet dva oběhne všechny obrazce ve sněhu a vyběhne na kopec. Tam se Třicet dva rozdělí na dva Šestnáct, jeden Šestnáct se rozdělí na dva Osm, jeden Osm se rozdělí na dva Čtyři, jeden Čtyři se rozdělí na dva Dva a jeden Dva se rozdělí na dva Jedna. Všichni staví sněhuláky, kteří vypadají jako oni sami. Jeden Jedna pak odeběhne a odněkud přinese cylindr, který položí na svého sněhuláka. Všichni se pak skákáním na vyšší a vyšší sněhuláky spojí od nejvyššího po nejnižšího zpět do Třicet dva.

### Square on the Moon
K příběhu existuje i fanouškovská verze Cube on the Moon, ve které místo čtverců vystupují krychle.
Třicet šest stojí na pódiu a ukazuje ostatním čtvercům, Jedna, Čtyři, Devět, Šestnáct a Dvacet pět, co už všechno museli zvlánout. A navrhne, že by se měli vydat na Měsíc bez použití raket, jenom s využitím síly čtverců. K tomu jim mají pomoct větší čtverce, Čtyřicet devět, Šedesát čtyři, Osmdesát jedna a Sto.
Když jdou za Čtyřicet devět, ten ve vzduchu nakreslí čtvercovou duhu. Šedesát čtyři jim ukáže binární urychlovače. Pak uslyší silné kýchnutí. Je to Osmdesát jedna, který vykýchnul Jedna. Osmdesát jedna pak vykýchne Čtyřicet devět, Čtyřicet devět vykýchne Dvacet pět. Dvacet pět vykýchne Devět. Devět dosáhne orbitální dráhy Měsíce a vykýchne Jedna, který přistane na Měsíci. Jenda ale zapomněl vlajku klubu čtverců. Sto se rozhodne s dopravením vlajky pomoct a slibuje, že to udělá bez raket, jenom s sílou čtverců. Sto vykýchne Šedesát čtyři, šedesát čtyři vykýchne Třicet šest, Třicet šest vykýchne Šestnáct a Šestnáct vykýchne Čtyři, který přistane s vlajkou na Měsíci. Vlajku pak Jedna a Čtyři zapíchnou.

### Heroes With Zeroes
Deset cvičí v tělocvičně a najednou uslyší signál SOS. Vyběhne před tělocvičnu a na obloze uvidí bílou hvězdu s červeným okrajem. Je to signál Tabulky násobení deseti, která žádá o pomoc. Deset se tedy rozletí do vesmíru. Neletí jenom jeden Deset, ale několik Deset. K prvnímu Deseti se připojí druhý Deset, čímž se z nich stane Dvacet. Ke Dvaceti se připojí třetí Deset, čímž se z nich stane Třicet. Ke Třiceti se připojí čtvrtý Deset, čímž se z nich stane Čtyřicet. Ke Čtyřiceti se připojí pátý Deset, čímž se z nich stane Padesát. K Padesáti se připojí šestý Deset, čímž se z nich stane Šedesát. K Šedesáti se připojí sedmý Deset, čímž se z nich stane Sedmdesát. K Sedmdesáti se připojí osmý Deset, čímž se z nich stane Osmdesát. K Osmdesáti se připojí devátý Deset, čímž se z nich stane Devadesát. K Devadesáti se připojí desátý Deset, čímž se z nich stane Sto.
Deset zachrání malého mimozemšťana z meteoru a donese ho ke dvěma větším mimozemšťanům v létajícím talíři. Třicet zachytí tři přilétající meteory, čímž zachrání mimozemšťany v jejich létajícím talíři. S meteory pak žongluje. Sedmdesát obletí planetu a vytvoří okolo ní duhový prstenec. Devadesát k duhovému prstenci okolo planety přichytí jeho šňůrku s čísly. Sto za šňůrku s čísly odtáhne planetu na bezpečnější místo.

### What If?
Jedna, Dva a Tři jsou na louce. Jedna vzpomíná, že když na té louce byli naposled, Dva položil otázku a objevil se Co kdyby. Tři se ptá, co je Co kdyby, a Co kdyby se opět objeví se slovy, že je to dobrá otázka. A prozradí, že nejlepší je ptát se ho na otázky. Tři se Co kdyby zeptá, na jaké otázky, a Co kdyby jim začne říkat nějaké otázky a odpovědi na ně.
Další otázka, na kterou se Co kdyby sám sebe zeptá, jestli když Number bloky jednou zmizí, bude stále 1 + 2 + 3 = 6. A odpovídá, že stačí vzít jiné objekty a ukáže, že ano.

### 100 Ways to Leave the Planet
Jedna a Sto si povídají o dobrodružství, které je čeká. Jedna pak jde zkontrolovat, jestli jsou všichni připraveni. Nejdříve jde zkontrolovat čísla Dva až Deset. Dva se těší, až bude tancovat na jiné planetě a Tři se těší, že potká trojúhelníky. Dva až Deset jsou připraveni, Jedna s pomocí kouzelného zrcadla vytvoří dalšího Jedna, aby byla čísla Jedna až Deset kompletní. Připomíná jim, že mají čekat na signál. Pak se Jedna kontroluje skupinku čísel, kterým Dvacet jedna vysvětluje, co mají dělat. Pak Jedna jde zkontrolovat hrdiny s nulami, tedy čísla Deset, Dvacet, Třicet, Čtyřicet, Padesát, Šedesát, Sedmdesát, Osmdesát a Devadesát. Ti jsou také připraveni. Nakonec kontroluje, zda jsou připraveni čtverce Třicet šest, Čtyřicet devět, Šedesát čtyři a Osmdesát jedna. Ti jsou také připraveni. Poté se Jedna vrátí za Sto a říká, že jsou všichni připraveni, pokud je připraven i Sto. Sto říká, že je vždy připraven a ukáže se jako deset Deset. Jedna se ptá Sto, jestli se nebojí být samotný daleko, na což mu Sto odpoví, že bere Jedna s sebou a ukáže se jako sto Jedna. Pak ještě doplní, že bere s sebou všechny, a ukáže se jako Sedmdesát a Třicet, pak se ukáže jako čtverec Šedesát čtyři, okolo kterého je čtverec s otvorem Třicet šest a pak se ještě ukáže jako stupňová čísla Čtyřicet pět a Padesát pět. Pak se Sto chce zeptat Jedna, jestli se také nebojí, ale nikde ho nevidí. Nakonec ho najde schovávajícího se za stromem. Jedna říká, že je nervózní, ale Sto ho uklidňuje, že ví, co všechno umí. To Jedna uklidní a prohlásí, že je také připraven. Na chvíli se Sto a Jedna spojí do Sto jedna, který si ale ještě neuvědomil sám sebe, a pak se Jedna postaví Sto na ramena a čekají. Když začne vycházet slunce, což je signál, čísla Deset, Devět, Osm, Sedm, Šest, Pět, Čtyři, Tři, Dva, nový Jedna a Nula spojí do Padesát pět a vyletí do vesmíru. Pak vyletí do vesmíru skupina čísel, kterým dával instrukce Dvacet jedna. Pak se hrdinové s nulami rozdělí na Deset a všichni vyletí do vesmíru. Poté do vesmíru čtverce vykýchnou v nich obsažené menší čtverce. Zbývající čtverce s otvory Dvacet, Dvacet čtyři, Dvacet osm a Třicet dva se pak rozdělí na rakety a také odletí do vesmíru. Pak do vesmíru odletí i Sto. Jedna jde k raketové židli, ke které má připevněno kouzelné zrcadlo, rozloučí se Number bloby se slovy, že bude zpátky, a také vyletí do vesmíru. Ve vesmíru si Jedna vzpomene, že měl ještě něco udělat a s pomocí kouzelného zrcadla vytvoří ještě dalšího jedna, kterého pošle zpět na planetu. Sám pak odletí.
Nově vytvořený Jedna spadne na planetu a přiběhne k němu jeho číslíčko. Pak nově vytvořený Jedna prohlásí, že je poněkud hladový, a za chvíli za ním spadne z vesmíru sendvič. Nově vytvořeného Jedna na planetě přivítají Number bloby se slovy, že teď je řada na něm.

### Shape Party
Dva a Čtyři jsou pozvaní na párty tvarů. Stojí před zemí plochých tvarů a Dva se přizná, že na párty plochých tvarů ještě nebyl. Nejprve vstoupí do země plochých tvarů čtyři a po něm Dva. Dva je překvapen, že se z něj stal obdélník. Cestou na párty potkají úsečku, která se připravuje do formy na párty. Stane se z ní kruh a přidá si další úsečku, čímž se z ní stane balónek. Objeví se další dva balónky a nesou Dva a Čtyři blíže k místu, kde je párty. Když se Dva a Čtyři pustí, dopadnou vedle sestavy čtyř trojúhelníků. Dva je překvapen, že všichni jsou trojúhelníky, i když vypadají každý jinak. Čtyři vysvětluje Dva, že podstatné je, že mají tři strany. Každý z trojúhelníků pak dovysvětlí, že jsou trojúhelníky rovnostranné, široké, úzké a tupoúhlé. Otevřou se dveře do místa, kde je párty a trojúhelníky tam vstoupí a po nich i Dva a Čtyři. Trojúhelníky se začnou seskupovat do různých obrazců a objeví se nové trojúhelníky. Čtyři vysvětlí Dva, že trojúhelníky jsou muzikální. Čtyři zaslechne známý hlas, který patří obdélníku a spolu s Dva se vydají za ním. Společně ukážou Dva i další čtyřúhelníky. Na párty se čtyřúhelníky nejdříve seskupí do tvaru hlemýždě a pak do tvaru rakety, kdy se k nim přidají Čtyři a Dva a posunou se ještě blíž k místu konání party. Po chvíli se od nich oddělí s tím, že se ještě uvidí později. Dva si všimne, že nad nimi šest dalších tvarů. Čtyři mu vysvětlí, že tři z nich jsou pětiúhelníky a tři z nich jsou šestiúhelníky a že nezáleží na tom, jak jsou velké, ale záleží pouze na tom, kolik mají stran. Pak se objeví nepravidelný pětiúhelník a vysvětluje, že i když není pravidelný, stále má pět stran a proto je také pětiúhelník. Pak přijde další tvar ve tvaru hrotu šipky. Dva se ho ptá, jestli je šestiúhelník a hrot šipky mu ukáže, že má šest stran a že šestiúhelník tedy je.
Dva a Čtyři pokračují dál a potkají sedmiúhelník. Sedmiúhelník jim nabízí, že jim může změnit barvu. Dva si vybere zelenou a prohlásí, že si konečně připadá jako člen party. Čtyři si vybere modrou barvu a prohlásí, že ať má jakoukoliv barvu, pořád je čtverec. Dva a čtyři se začnou na párty bavit a okolo nich se baví trojúhelniky, čtyřúhelníky, čtyři pětiúhelníky a čtyři šestiúhelníky.

### Seventy-two's Super Surprise
Osm sleduje stopu odcizeného sloupku, která končí na pláži. Na pláži se dostane až k hradu z písku Oktozlobivce. Oktozlobivec spoutá Osm pomocí kruhu z oktonitu, kterého se Osm nedokáže sám zbavit. Než se Oktozlobivci podaří uvězdnit Osm v hradu, Osm stihne vyslat signál osmiúhelníku s číslem devět, který zachytí Sedmdesát dva. Sedmdesát dva se před hradem z písku ukáže jako devět Osm a pak se jako osm Devět se silou čtverců vydá zachránit Osm. Oktozlobivec ale na všechny Devět vyšle míč, takže Devět utečou. Osm Devět se zformuje zpět do Sedmdesát dva a přijde se strategií super vykýchávače. Opět se rozdělí na osm Devět a ti každý vykýchnou Jedna na hrad z písku. Vykýchnutí jedna se spojí v Osm (dvakrát čtyři), ale Oktozlobivec se ubrání slunečníkem, od kterého se Osm odrazí zpět. Devět se opět spojí do Sedmdesát dva a ten změní tvar na obdélník tři krát osmnáct a opět se rozdělí na osm Devět. Osm Devět opět každý vykýchnou Jedna, a ti se spojí do Osm, tentokrát ale jako obdélník jedenkrát osm, který dopadne na stěnu hradu a šplhá nahoru. Oktozlobivec ale na stěnu spustí liány, takže Osm se neudrží s sklouzne. Sedmdesát dva vymyslí novou strategii a změní tvar na čtverec s otvorem a opět se rozdělí na osm Devět. Ti opět každý vykýchnou Jedna a ti se opět spojí do Osm tentokrát jako čtverec s otvorem. V tomto tvaru se Osm podaří uzmout Oktozlobivci dálkové ovládání a propíchnout kruh z oktonitu, kterým je spoután původní Osm. Osm je tak osvobozen a společně se Sedmdesát dva zaútočí na hrad z písku. Oktozlobivec ale zapne ochranný energetický kryt. Sedmdesát dva se rozdělí na devět Osm, k nim se připojí původní Osm a společně se spojí do Osmdesát. Osmdesát se změní do tvaru dinooktobloku a ocasem se mu podaří energetický kryt rozbít a hrad z písku sesypat na hromadu.

### Space Division
Ve vesmíru sledují Sto a tabulky násobení jednou, dvěma, třemi a čtyřmi obrazovku přístroje zatímco se tabulky násobení pěti, šesti a sedmi snaží nasměrovat anténu směrem na barevnou mlhovinu. Tabulky se vydají k planetě. Na planetě Dvacet jedna, Padesát čtyri, Jedna, Padesát šest a Šedesát tři zachytí zprávu od Sto, že zachytil signál z hlubin vesmíru a že se hledají odvážní průzkumníci na zjištění, odkud signál přichází. Ti odvážní mají naskočit na tabulky násobení a připojit se k vesmírné divizi. Výzvu jako první vyslyší Dvacet jedna, který naskočí na Tabulku násobení sedmi a nechá se donést k vesmírné stanici. Sto ukazuje na přístroji Dvacet jedna, že zachycený signál vypadá stejně jako vesmírný oblak. A říká mu, že něco mimo jejich svět se děje a že sestavuje tým, který to má prozkoumat. K tomu má posloužit hyperposilovač, na kterém když Dvacet jedna najde slot stejných rozměrů jako je on, hyperposilovač ho vyšle ke zdroji signálu. Dvacet jedna svůj slot najde a je vyslán do vesmírného oblaku. Po té je Tabulkou násobení šesti na vesmírnou stanici donesen Padesát čtyři. Protože signál z vesmírného oblaku se ztrácí Padesát čtyři urychleně najde jeden ze dvou možných slotů na hyberposilovači a je vyslán do vesmírného oblaku. Po té je Tabulkou násobení osmi na vesmírnou stanici donesen Padesát šest. I Padesát šest najde svůj slot v hyperposilovači a je vyslán do vesmírného oblaku. Signál z vesmírmého se dál ztrácí. Po té je Tabulkou násobení sedmi na vesmírnou stanici donesen Šedesát tři. I Šedesát tři najde svůj slot v hyperposilovači a je vyslán do vesmírného oblaku. Zbývá čas už jenom na jedno vyslání, když je Tabulkou násobení jednou na vesmírnou stanici donesen Jedna, který se chce také připojit k vesmírné divizi. Jedna a Sto najdou svůj slot na hyperposilovači a společně jsou vysláni do vesmírného oblaku. Po té, co jsou vysláni k vesmírnému oblaku, signál z vesmírného oblaku na přístroji zmizí. Jak se Jedna a Sto blíží k vesmírnému oblaku, společně volají, že nová dobrodružství se na ně už mají těšit.

### About Time
Jedna a Dva chtějí jet na soutěž talentů do sousedního města. Dva si ale ještě chvíli chce užívat na kopci nedaleko nádraží. Když Jedna a Dva dojdou na nádraží, vlak, který je měl odvézt do sousedního města, právě odjíždí. Dva napadne, že kdyby se mu podařilo zastavit čas, zastaví i vlak. I přesto, že Jedna mu říká, že tak to nefunguje, Dva vyleze na velké nádražní hodiny a podaří se mu utrhnout jejich obě ručičky.
Objeví se Dvanáct a vysvětluje Dva a Jedna, že malá ručička ukazuje, kolik je hodin. Vrátí malou ručičku na hodiny a ta se začně pohybovat a pokaždé, když ručička mine nějaké číslo, Dvanáct zpívá, že je právě tolik hodin a ještě kousek. Když se malá ručička dostane k číslu sedm, objeví se druhý Dvanáct. Když dozpívají písničku, spojí se na chvíli oba Dvanáct do Dvacet čtyři a když se opět rozpojí, druhý Dvanáct odejde.
Pak se objeví Šedesát a vysvětluje Jedna a Dva, že ten „ještě kousek“ jsou minuty, které ukazuje velká ručička a že jediné, co musí vědět, je, že šedesát je pětkrát dvanáct. Šedesát se rozdělí na dvanáct Pět, kteří se uspořádají do kruhu na ciferníku hodin, a jak velká ručička postupuje, Pět se postupně skládají do Deset, Patnáct, Dvacet, Dvacet pět, Třicet, Třicet pět, Čtyřicet, Čtyřicet pět, Padesát, Padesát pět a Šedesát. Když se složí do Šedesáti, objeví se Nula a prohlásí, že jsou opět na nule.
Pak Jedna a Dva zjistí, že je jedna hodina a čtrnáct minut a že další vlak odjíždí v jednu hodinu a patnáct minut. Ptají se, jak dlouhá je jedna minuta. Šedesát se změní na jeden blok široký obdélník a s každou sekundou odtikává. Jedna a Dva běží na správné nástupiště a stihnou nastoupit do expresu právě včas a Pět jako mašinfíra je odveze do sousedního města.
Na soutěži talentů, kde jsou jako diváci Numberbloby, Jedna a Dva zpívají písničku o čase, kterou jim zpíval Dvanáct a na konci dostanou od Patnáct zlatý pohár.

### The Twelve Days Of Christmas
Jedna dne lesem a pobrukuje si koledu Dvanáct vánočních dnů a doufá, že nezkazí vánoční koncert. Cestou potká Dva, který postavil sám sebe ze sněhu. Dohoní je Tři a povzbuzuje Jedna a Dva, aby si pospíšili, že nemohou přijít pozdě. Jedna a Dva se spojí do Tři a následují původního Tři. Původního Tři předběhnout a opět se rozdělí na Jedna a Dva.
Na pódiu Čtyři, Devět, Pět, Osm a Jedenáct připravují scénu. Dorazí Jedna, Dva a Tři. Přiletí Deset a povzbuzuje, aby si pospíšili, že diváci přijdou už brzy. Jedna je nervózní, protože pro vystoupení je to hodně dárků, které si musí pamatovat. Dva a Tři uklidňují jedna, že píseň Dvanáct vánočních dnů je jednoduchá, že čísla jenom v každém verši zvýší o jedna až do ... a v tom okamžiku se objeví Dvanáct a skočí do řeči Tři a doplní, že do dvanácti. Pak uklidňuje Jedna, že v zákulisí vše poběží jako hodinky. Jedenáct všem připomíná, že vystoupení už začne brzo, aby se připravili. Dva, Tři a Dvanáct odejdou do zákulisí a Jedna smutně prochází po pódiu. Objeví se Nula, který je tam kvůli tomu, aby vpustil do sálu diváky. Dopraví se ke dveřím a řekne: „Nula dveří.“ Dveře zmizí a do sálu vstoupí Numberbloby.
Začne vystoupení, Jedna začne zpívat první verš a na pódium přijede lokomotiva s jedním vagónem. Vagón vystřelí koroptev jako první dar do přiraveného vánočního stromu. Dva přijede s lokomotivou se dvěma vagóny a vánoční strom se povysune. První vagón vystřelí dvě hrdličky do vánočního stromečku a druhý vagón vystřelí koroptev do vánočního stromečku. Předcházející koroptev tak z vánočního stromu vypadne. Jedna se ptá Dva, jestli je to to, co se má dít, ale Dva si není jistý. S lokomotivou se třemi vagóny přijede Tři. Vánoční strom se povysune. První vagón vystřelí tři francouzské slípky do vánočního stromu. Druhý a třetí vagón vystřelí dvě hrdličky a koroptev do vánočního stromečku, předcházející koroptev a hrdličky tak ze stromu opět vypadnou. Jedna a Dvě všechny vypadlé dary posbírají. S lokomotivou se čtyřmi vagóny přijede Čtyři. Vánoční strom se povysune. První vagón vystřelí čtyři volající ptáky do vánočního stromu. Druhý, třetí a čtvrtý vagón vystřelí tři francouzské slípky, dvě hrdličky a koroptev do vánočního stromu, původní francouzské slípky, hrdličky a koroptev opět z vánočního stromu vypadnou. Dva se ptá, co se děje, protože na pódiu už je příliš mnoho darů. Tři si stěžuje, že Dvanáct přece říkal, že vše poběží jako hodinky. S lokomotivou s pěti vagóny přijede Pět. Vánoční strom se povysune. První vagón vystřelí pět zlatých prstenů do vánočního stromu. Druhý, třetí, čtvrtý a pátý vagón vystřelí čtyři volající ptáky, tři francouzské slípky, dvě hrdličky a koroptev do vánočního stromu, původní volající ptáci, francouzské slípky, hrdličky a koroptev opět z vánočního stromu vypadnou. Čtyři uteče před vypadlými dárky a Tři a Dva vypadlé dárky sbírají. S lokomotivou s šesti vagóny přijede Šest. Vánoční strom se povysune. Tři volá na Šest, aby zastavil, ale ten pokračuje dál. První vagón vystřelí šest snášejících hus do vánočního stromu. Druhý, třetí, čtvrtý, pátý a šestý vagón vystřelí pět zlatých prstenů, čtyři volající ptáky, tři francouzské slípky, dvě hrdličky a koroptev do vánočního stromu, původní prsteny, volající ptáci, francouzské slípky, hrdličky a koroptev opět z vánočního stromu vypadnou. Jedna vběhne do zákulisí říct Dvanáct, že je něco špatně, ale Dvanáct pošle Jedna zpět na pódium, protože je na řadě jeho část verše.
Jedna pak opět vběhne do zákulisí. Chce po Sedm, aby se vrátil, ale ten s lokotivou jede na pódium. Jedna říká Dvanáct, že je něco špatně, ale Dvanáct mu odpoví, že vše běží jako hodinky. Sedm s lokomotivou se sedmi vagóny dojede na pódium. První vagón do povysunutého stromu vystřelí sedm plovoucích labutí. Mezitím se v zákulisí připravuje Osm, ale Jedna přesvědčí Dvanáct se přišel podívat na pódium, co se děje. Dvanáct a Jedna se vrátí do zákulisí a Dvanáct Jedna ujišťuje, že počet darů je správný. Jedna urychleně běží na pódium, protože je na řadě jeho část verše.
S lokomotivou s osmi vagóny přijede Osm. Vánoční strom se povysune. První vagón vystřelí osm dojících služek do vánočního stromu. Druhý, třetí, čtvrtý, pátý, šestý, sedmý a osmý vagón vystřelí sedm plovoucích labutí, šest snášejících hus, pět zlatých prstenů, čtyři volající ptáky, tři francouzské slípky, dvě hrdličky a koroptev do vánočního stromu, původní labute, snášející husy, prsteny, volající ptáci, francouzské slípky, hrdličky a koroptev opět z vánočního stromu vypadnou. Jedna se snaží pochopit, co se děje, zatímco Osm se snaží zachytit vypadlé dary.
Jedna vběhne do zákulisí, kde už je s lokomotivou přiraven Devět, a říká Dvanáct, že už ví, co je špatně. Pak se ale rychle vrátí na pódium, protože je na řadě jeho část verše. Pak nastoupí do lokomitivy vracející se do zákulisí. Když Devět odjíží na pódium, říká Jedna Dvanáct, že píseň je v pořádku, počet dárků je v pořádku, ale že spětně je vánoční strom, protože pokaždé se na pódiu objeví nové dary. Do povysuného stromu je vystřeleno devět tančících dam a další vagóny vystřelí do vánočního stromu dary, které už ve stromu jsou, takže původní vypadnou. Zatímco Jedna Dvanáct vysvětluje situaci dojde řada na jeho část verše, ale Jedna už se nestihne vrátit pódium na svojí část verše. Naštěstí Devět vykýchne jiného Jedna, který tuto část verše zazpívá.
Když Deset odjíží na pódium, Jedna si při vysvětlování situace Dvanáct uvědomí, že pro každý den písně bude potřeba nový celý vánoční strom. Jedenáct, který je připraven s lokomotivou situaci pochopí a rozdělí se na jedenáct Jedna přinese nový vánoční strom na pódium. Protože je na řadě část verše Jedna, ale ten není na pódiu, Dva se rozdělí na dva Jedna a jeden z nich část verše zazpívá. Na pódium přijíždí s lokomotivou a jedenácti vagóny jedenáct Jedna, vlak přiváží i nový vánoční strom. Mezitím, co je z prvního vagónu do vánočního stromu vystřeleno jedenáct dudajících dudáků, Jedna donese nový vánocní strom za původní vánoční strom a žádná ostatní, aby mu ho pomohli držet. Když jsou pak z ostatních vagónů vystřeleny další dary, ty původní vypadlé z původního vánočního stromu se zachytí v novém vánočním stromě. Numberbloky ale nový strom neudrží a ten spadne na původní vánoční strom a oba společně spadnou na zem.
Numberbloky jsou smutní, že se vše pokazilo, ale Numberbloby jsou nadšení, že to je nejlepších Dvanáct vánočních dnů, které kdy viděli. Jedna tedy říká, že když se jim to líbí, mají ještě něco. Na pódium přijde Dvanáct a souhlasí s Jedna, protože píšeň má ještě jeden verš, který ještě nezpívali.
Aby zbytek proběhl v pořádku, Jedna požádá Námberbloby o trochu času. Dvanáct a Jedenáct připravují vánoční stromy. Deset, Devět, Osm, Sedm, Čtyři, Dva a Jedna uklízí pódium. Pět hraje na kytaru a Šest hraje na DJ sadu.
Numberbloby pak zpívají každý svojí část posledního verše a s každým darem se na pódiu objeví nový vánoční strom. Na konci písně pak slovy „Nula vánočních stromů“ nechá Nula všechny vánoční stromy zmizet a na pódiu jsou tak pouze dary tvořící pyramidu. Nula se pak s diváky rozloučí se slovy, že není nic tak pěkného jako trocha vánočních kouzel a všem popřeje veselé Vánoce.

## Postavy

### Číselné postavy
| postava | barva                                                                                        | klub              |
| ------- | -------------------------------------------------------------------------------------------- | ----------------- |
| Nula    | žádná                                                                                        |                   |
| Jedna   | červená                                                                                      | čtverců, krychlí  |
| Dva     | oranžová                                                                                     |                   |
| Tři     | žlutá                                                                                        | stupňové družstvo |
| Čtyři   | zelená                                                                                       | čtverců           |
| Pět     | světle modrá                                                                                 |                   |
| Šest    | tmavě modrá                                                                                  | stupňové družstvo |
| Sedm    | každý blok jiné barvy (červená, oranžová, žlutá, zelená, světle modrá, tmavě modrá, fialová) |                   |
| Osm     | tmavě růžová                                                                                 | krychlí           |
| Devět   | tři odstíny šedě                                                                             | čtverců           |
| Deset   | zepředu a zezadu bílá, po stranách červená                                                   | stupňové družstvo |

#### Nula
Nula nemá žádný blok, skládá se pouze z čísílka a úst. Má schopnost nechat zmizet věci. V díle Zero nechá zmizet svět. Ve speciálním díle The Twelve Days of Christmas nechá zmizet dveře do sálu divadla, čím umožní numberblobům do sálu vejít.

#### Jedna
Jedna se skládá z jednoho červeného bloku. Má pouze jedno oko. V díle Twenty-One and On se Jedna objevuje i v modré barvě.

#### Dva
Dva se skládá ze dvou oranžových bloků. Nosí fialové brýle a oranžové taneční boty.
Hrozní Dva je dvojice škodolibých Dvou, kteří dělají naschvály. Nosí pásky přes oči, jeden světle fialovou, druhý světle modrou. Čtyři se rozdělí na hrozné Dva, když se nedokáže rozhodnout. Čtyři hrozní Dva se mohou spojit v Oktozlobivce.

#### Tři
Tři se skládá ze tří žlutých bloků. Má červenou čelenku a tři červené žonglovací koule. V díle Twenty-One and On, kde se Dvacet jedna rozdělí na sedm Tři, má z těchto Tří červené žonglovací koule pouze jeden, ostatní mají žonglovací koule v barvách oranžová, žlutá, zelená, světle modrá, tmavě modrá a fialová. Devět se umí rozdělit na tři Tři, tito tři Tři mají knír, každý z nich knír jiné tloušťky.

#### Čtyři
Čtyři se skládá ze čtyř zelených bloků. Nejraději je ve tvaru čtverce. Nemá rád kulové tvary. Když se Čtyři nedokáže rozhodnout, rozdělí se na dva Hrozné Dva.

#### Pět
Pět se skládá z pěti světle modrých bloků. Má jednu ruku s pěti prsty, kterou získal od svého obrazu v zrcadle. Hraje na kytaru.

#### Šest
Šest se skládá ze šesti tmavě modrých bloků. Podle toho v jakém tvaru je, má buď na každém bloku jednu tečku, nebo když je vysoký, na jednotlivých blocích má od jedné do šesti teček. Má rád hry a nosí u sebe hrací kostku. Někdy jako stupňové družstvo nosí žlutou škrabošku.

#### Sedm
Sedm se skládá ze sedmi bloků různých barev. Když je vysoký, barvy jsou od spodu v pořadí červená, oranžová, žlutá, zelená, světle modrá, tmavě modrá a fialová. Když vznikl, byl celý fialový, ale duha mu bloky obarvila. Má tři duhy, které se jmenují Nebe, Rainbowlina a velký Bob. Šedesát tři se umí rozdělit na devět Sedm, kteří jsou po třech ve třech odstínech šedé.

#### Osm
Osm se skládá z osmi tmavě růžových bloků. Místo rukou a nohou má osm chapadel. Nosí škrabošku ve tvaru osmičky. Kromě jména Osm také používá jméno Oktoblok. Padesát šest se umí rozdělit na sedm duhových Osm, každý z těchto Osm je cele zbarvený jednou barvou Sedm.
Škodolibý Osm se jmenuje Oktozlobivec. Nosí zelenou pásku přes oči a jeho chapadla jsou také zelená. Do Oktozlobivce se mohou spojit čtyři hrozní Dva.

#### Devět
Devět se skládá z devíti bloků tří různých odstínů šedi. Nejčastěji je ve tvaru čtverce. Trpí rýmou a když je ve tvaru čtverce, občas svůj prostřední blok vykýchne. Devět se umí rozdělit na tři Tři, kteří mají knír. Šedesát tři se umí rozdělit na sedm Devět, kteří mají prostřední blok, každý v jiné barvě Sedm.

#### Deset
Deset se může skládat buď z deseti bloků nebo z jednoho desetibloku. Zepředu a zezadu má Deset bílou barvu, po stranách, nahoře a dole je červený. Má dvě ruce s pěti prsty. Může létat jako raketa. Někdy jako stupňové družstvo nosí zelenou škrabošku.
- Jedenáct
- Dvanáct
- Třináct
- Čtrnáct
- Patnáct
- Šestnáct
- Sedmnáct
- Osmnáct
- Devatenáct
- Dvacet
- Dvacet jedna
- Dvacet dva
- Dvacet tři
- Dvacet čtyři
- Dvacet pět
- Dvacet šest
- Dvacet sedm
- Dvacet osm
- Dvacet devět
- Třicet
- Třicet jedna
- Třicet dva
- Třicet šest
- Čtyřicet
- Čtyřicet dva[p 16]
- Čtyřicet pět

#### Čtyřicet osm
Čtyřicet osm se skládá ze čtyřiceti světle zelených bloků a osmi tmavě růžových bloků. Má obdélníkové oči. Má obočí dvou barev, levé obočí tmavě růžové barvy a pravé obočí tmavě modré barvy.
- Čtyřicet devět
- Padesát

#### Padesát čtyři
Padesát čtyři se skládá z padesáti světle modrých bloků a čtyř zelených bloků. Má obdélníkové oči. Nosí motýlka, jehož levá strana má vzor šesti teček jako na hrací kostce na tmavě modrém pozadí a pravá strana má vzor mřížky tři krát tři, kdy jednotlivé řádky mřížky mají barvu různých odstínů šedi.
- Padesát pět

#### Padesát šest
Padesát čtyři se skládá z padesáti světle modrých bloků a šesti tmavě modrých bloků. Má obdélníkové oči. Místo rukou a nohou má osm chapadel. Nosí škrabošku s osmi výběžky v barvách Sedm. Padesát šest se umí rozdělit na sedm duhových Osm, kteří jsou jednotlivě v barvách Sedm.
- Šedesát

#### Šedesát tři
Šedesát tři se skládá ze šedesáti tmavě modrých bloků a tří žlutých bloků. Má obdélníkové oči. Na čele nosí sedmibarevnou pásku s tříbarevnou duhou. Šedesát tři se umí rozdělit na devět Sedm, kteří jsou po třech ve třech odstínech šedé. Umí se také rozdělit na sedm Devět, kteří mají prostřední blok, každý v jiné barvě Sedm.
- Šedesát čtyři
- Sedmdesát

#### Sedmdesát dva
Sedmdesát se skládá ze skládá ze sedemdesáti bloků, ze kterých má každých deset bloků jednu barvu Sedm ve světlejší variantě, a dvou oranžových bloků. Má obdélníkové oči. Nosí škrabošku s osmi výběžky tmavě růžové barvy.
- Osmdesát
- Osmdesát jedna
- Devadesát
- Sto

#### Postavy z myšlenek a snů
- Sto jedna
- Sto dva
- Sto tři
- Sto deset
- Sto dvacet
- Sto třicet
- Dvě stě
- Tři sta
- Devět set devadesát devět
- Tisíc
- Deset tisíc
- Sto tisíc
- Milion

#### Kameo

##### Třicet pět
Třicet pět se skládá ze třiceti žlutých bloků a z pěti světle modrých bloků. Na sobě má sedm květů. Jako ještě neuvědomělý si sám sebe se objevuje v díle Fifty, kdy se Pět postupně s pomocí dalších Pět skládá v Padesát. Už jako vědomý si sám sebe se objevuje v díle Sky High Fives, když Tabulka násobení pěti vysvětluje násobení pěti. Objevuje se také ve speciálním díle About Time, kde i zpívá.
- Devadesát pět[p 18]
- Devadesát šest[p 18]
- Devadesát sedm[p 18]
- Devadesát osm[p 18]
- Devadesát devět[p 19]
- Sto dvacet tři[p 18]
- Sto dvacet čtyři[p 18]
- Sto dvacet pět[p 18]
- Devadesát sedm tisíc sto čtyři[p 18]

### Nečíselné postavy

#### Čtvereček
Čtvereček je domácí mazlíček Čtyř. Je hnědé barvy a má tvar čtverce.

#### Obdélníček
Obdélníček je domácí mazlíček Čtyřiceti. Je hnědé barvy a má tvar na výšku postaveného obdélníku. Je podobný Čtverečkovi.

#### Flapjack snaffler
Flapjack snaffler je příšera požírající flapjacky. Skládá ze tří oranžových chlupatých bloků, má tři oči, tři ústa, tři nohy a tři ruce.
- blokzila
- Big Tum

- úsečka
- trojúhelník
- obdélník
- kosočtverec
- lichoběžník
- deltoid
- konkávní čtyřúhelník
- rovnoběžník
- pětiúhelník
- šestiúhelník
- sedmiúhelník
- osmiúhelník
- kruh
- půlkruh
- number bloby
- dvacetinohé zvíře
- tabulka násobení jednou
- tabulka násobení dvěma
- tabulka násobení třemi
- tabulka násobení čtyřmi
- tabulka násobení pěti
- tabulka násobení šesti
- tabulka násobení sedmi
- tabulka násobení osmi
- tabulka násobení devíti
- tabulka násobení deseti
- Co kdyby (jako otazník a jako dva otazníky)

#### Kameo
- devítiúhelník
- desetiúhelník

## Obsazení
| Beth Chalmers    | Jedna        |
| Marcel McCalla   | Dva a Čtyři  |
| Teresa Gallagher | Šest a Deset |
| David Holt       | Sedm a Devět |